# پازیان دی پراتو
پازیان دی پراتو (به ایتالیایی: Pasian di Prato) یک کومونه در ایتالیا است که در استان اودینه واقع شده‌است.

## خصوصیات
پازیان دی پراتو ۱۵٫۹ کیلومترمربع مساحت و ۹٬۳۱۷ نفر جمعیت دارد و ۱۰۶ متر بالاتر از سطح دریا واقع شده‌است.